# Дизъюнктивный одночлен
Дизъюнкти́вный одночле́н (элементарная дизъюнкция, дизъюнкт, максте́рм, клауза от англ. clause) — дизъюнкция литералов (переменных и их отрицаний):
{\displaystyle l_{1}\lor \cdots \lor l_{n}},
где каждый {\displaystyle l_{i}} — литерал, то есть {\displaystyle l_{i}=X} или {\displaystyle l_{i}=\neg X}.
Может принимать ложное значение только при единственном из всех возможных наборов значений переменных, входящих в него. Если содержит одновременно переменную и её отрицание, то всегда даёт истинное значение.
Примеры:
- {\displaystyle \neg X_{1}\lor X_{2}\lor X_{3}}
- {\displaystyle X_{2}}
- {\displaystyle \neg X_{2}\lor X_{1}\lor \neg X_{4}}[1]

Всякая булева формула может быть представлена как конъюнкция дизъюнктивных одночленов (конъюнктивная нормальная форма).
Важный класс дизъюниктивных одночленов — хорновские дизъюнкты, состоящие из не более, чем одного положительного литерала.